# Газети Херсонської області

## Офіційні виданнярейонних рад і районних державних адміністрацій Херсонської області
Станом на 18 вересня 2009 р., 16 районних рад та районних адміністрацій області видавали власні газети. Не видавалися газети Горностаївського (Сільські новини) та Нижньосірогозького (Червоний промінь) районів.
| Район                  | Видання                 | Рік заснування | Наклад | Мова видання |
| ---------------------- | ----------------------- | -------------- | ------ | ------------ |
| Бериславський          | Маяк                    |                | 2900   |              |
| Білозерський           | Придніпровська зірка    | 1939           | 1900   |              |
| Великолепетиський      | Таврійські вісті        | 1931           | 1500   | українська   |
| Великоолександрівський | Жайвір                  |                | 2600   | українська   |
| Верхньорогачицький     | Рідний край             |                |        |              |
| Високопільський        | Жовтневі зорі           |                |        |              |
| Генічеський            | Приазовська правда      |                |        |              |
| Голопристанський       | Голопристанський вісник |                |        |              |
| Іванівський            | Нове життя              |                |        |              |
| Каланчацький           | Слава праці             | 1931           | 2400   | українська   |
| Каховський             | Каховська зоря          | 1930           | 10000  | українська   |
| Нововоронцовський      | Вісті                   |                |        |              |
| Новотроїцький          | Трудова слава           |                |        |              |
| Скадовський            | Чорноморець             |                |        |              |
| Олешківський           | Вісник Олешшя           |                |        |              |
| Чаплинський            | Радянська Таврія        | 1933           | 2000   | українська   |